# Wassermühle Rüting

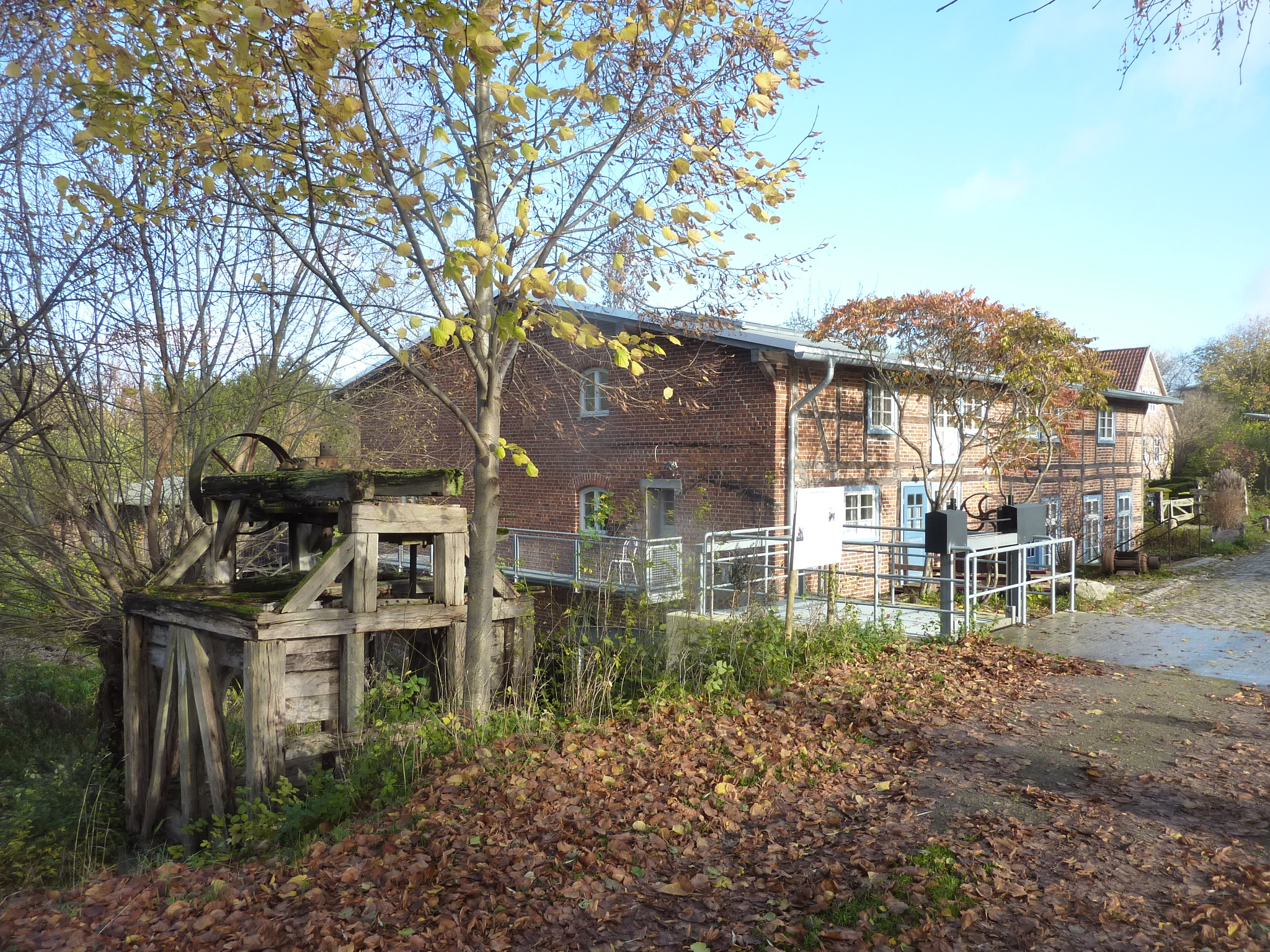

Die Wassermühle Rüting ist eine denkmalgeschützte Wassermühle in der Gemeinde Rüting im Landkreis Nordwestmecklenburg.
Die Wassermühle wird von der Stepenitz angetrieben, die zu diesem Zweck hier zu einem Mühlenteich angestaut wurde. An dieser Stelle ist schon seit der Mitte des 17. Jahrhunderts eine Mühle bezeugt. Um 1750 waren Wohn- und Mühlenhaus von Eichenfachwerk mit Mauersteintafeln und unter Strohdach. Die Mühle hatte zwei Mahlgänge (Sicht-Mühle und Rogken-Mühle) sowie eine Graupenmühle und eine Ölmühle.
Anfang 1806 erfolgte eine grundlegende Erneuerung. Die Mühle hatte nun drei Gänge und einen Ölgang. Alle Gänge wurden von eigenen unterschlächtigen Wasserrädern in getrennten Wasserrinnen angetrieben.
1877 unterbrach ein Feuer den Mahlbetrieb. Kompletter Neuaufbau  von Mühle und Speicher. Danach war die Mühle noch bis Anfang der 1970er Jahre in Betrieb.
1946 erhielt die Mühle eine Henschel-Jonval-Turbine von 1863 aus Kuchelmiß.

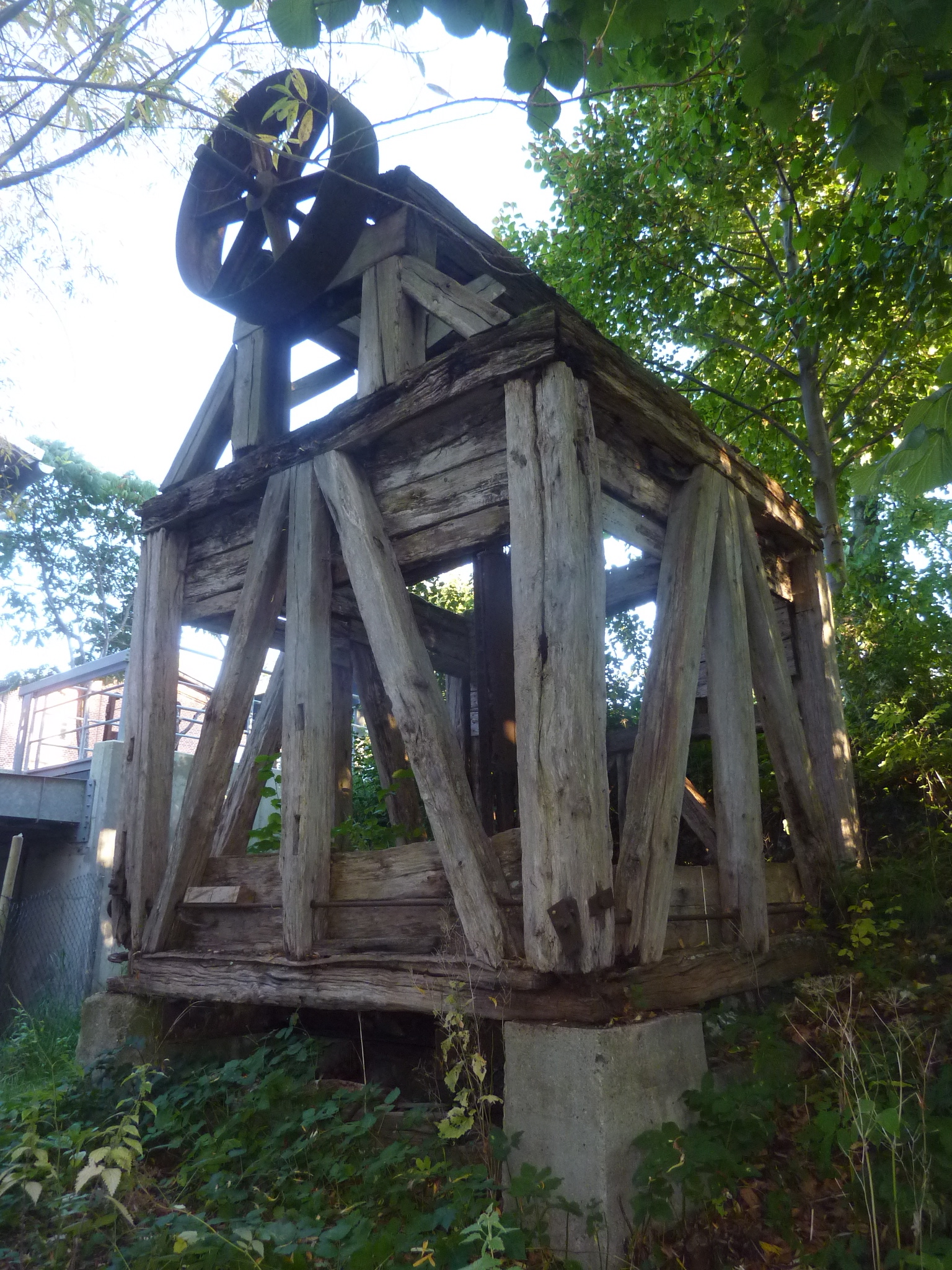
Turbinenschacht mit Henschel-Jonval-Turbine

Das Mühlengebäude ist heute als Wohnhaus ausgebaut. Die Mahlarche wurde 2014 instand gesetzt und ein neues oberschlächtiges Wasserrad als Teil eines Lehrpfads für Wasserkraft und Naturschutz eingebaut.
Zum denkmalgeschützten Mühlenensemble gehören auch ein Speicher und ein Stallgebäude. Ein ebenfalls zugehöriges Transformatorenhaus wurde 2003 abgerissen.